# 五ノ井里奈
五ノ井 里奈（ごのい りな、 1999年9月29日 - ）は、日本の元陸上自衛官、柔道指導者である。

## 来歴
宮城県石巻市生まれ、東松島市出身。両親と兄二人がいる。自然分娩ではあったが、「泣き声がしない」ために、仙台赤十字病院に緊急搬送され、しばらく集中治療室で過ごす。「里奈」という名前は、「ふる里」と母親の好きな「奈良」から、一文字ずつを取った。2023年現在は横浜市在住で、好物はアイスクリーム。
五ノ井の母は、流産やがん治療のため臓器摘出などを経験しており、子どもたちに強く生きてほしい思いから、親子で武道教室3件を見学に回る。その後、兄2人が柔道を始めたのをきっかけに、五ノ井本人も柔道に進むことを決めた。父も子どもたちに感化され、全くの柔道未経験から黒帯所持にまで瞬く間に変貌し、自宅の一室も柔道場に改装してしまう。
小学校5年生、11歳の時に東日本大震災に被災、約3か月間を公民館の避難生活で過ごす。その時に被災者支援に奮闘する女性自衛官たちが、入浴介助や腕相撲の相手をしてくれたことに感銘を受け、自身も自衛隊員を志す。東松島市内に航空自衛隊松島基地があることから、自衛隊には親しみがあった。翌年に両親が離婚し、五ノ井は兄二人とともに母のもとで暮らす。
柔道の腕を見込まれて県内の高校にスカウトで入学し、県内高校新人大会で優勝するも、対人関係のトラブルから柔道が嫌になって中退。その後は同県内の通信制高校に入学するも、高校付近のボクシングジムで汗をかいたところでやっぱり柔道が好きなのに気づき、兵庫県立飾磨工業高等学校多部制に編入して柔道を再スタート。末梢神経障害や挫折を味わいながらも、全国高校選手権大会兵庫県予選の女子63kg級で優勝。第40回全国高等学校柔道選手権大会に出場して憧れの日本武道館の畳を踏むが、2回戦で敗退。翌年夏のインターハイでの再挑戦へ奮起した矢先に、左膝の靭帯断裂を負う。その後、五ノ井の知らぬ間に出場登録されていた、高校の「生活体験発表会」にて、『わたしは、あの方々のように、誰からも信頼され、感謝されるような立派な自衛官になりたいです』とスピーチした。
2019年4月に東亜大学に進学したが、半年で中退。直後に東松島の実家に戻った際、母親に自衛隊入隊の意思を告げて自衛隊広報官に連絡してもらう。自衛隊体育学校で格闘指導官となるのを目標に、陸上自衛隊の自衛官候補生に志願、試験に合格した。

### 自衛官として
2020年3月29日、五ノ井は陸上自衛隊第119教育大隊に入隊。前期教育を多賀城駐屯地、後期教育を郡山駐屯地で受け、郡山駐屯地の男性隊員たちから数々の性暴力被害を受けた。
2022年6月28日に、陸上自衛隊を依願退職。退職当時の階級は1等陸士だったが、同年10月に防衛省に公務災害を申請し、12月15日に認められて1階級昇進での退職に改められ、最終階級は陸士長となった。

### 退職後
陸上自衛隊退職後、五ノ井は複数の放送メディアに取材依頼を送ったが反応がなく、週刊誌の存在も知らなかったため、五ノ井にとってより身近な告発系YouTubeチャンネルの複数に連絡を送った。反応があった最初のチャンネル『【消防防災】RESCUE HOUSE レスキューハウス』の、大阪にある事務所に足を運び、事情を説明したところ、すぐに街中での動画撮影が開始され、当時の加害隊員（3等陸曹）に電話で確認をとる動画が撮影された。この時、五ノ井は泣かないこと、隙を与えないことを心に決めて撮影に臨んでいた。この電話の後、五ノ井は内部の人間から、部隊内に「性加害を否定する」口裏合わせと、「五ノ井と連絡を取るな」という緘口令が敷かれたのを知らされたという。また、次のチャンネル『街録ch〜あなたの人生、教えて下さい〜』での収録が配信されたのちに、週刊誌数誌から取材依頼が来るようになり、対応していたところに、2022年7月8日の安倍晋三銃撃事件の影響で、五ノ井自身もいつか襲撃されるのではないか？と不安な日々を送っていた。
五ノ井の性被害は、週刊現代、AERA 、SPA!などのweb記事が報じた。これらの記事は、自衛隊法59条第1項に抵触することがなきように、弁護士と相談の上で、郡山駐屯地の名前を出した。7月21日にChange.orgで署名を求め、6万件以上の賛同を集めて7月27日に記者会見を開いたものの、会見開始時に記者が2名しか来なかったため、この問題をもっと世に出さなければ、との思いを強くした。
YouTube動画への出演や記者会見を始めてから、五ノ井には自衛隊関係者やその家族からの連絡や、数々の誹謗中傷や殺害予告も届いていた。

### 柔道指導者として
2022年7月10日、神奈川県内に移住。横浜市青葉区にある柔道家小見川道大の道場にて、小学生相手の柔道指導を始める。小見川は、五ノ井の居宅の手配にも協力した。
2023年2月5日、五ノ井は道場にて、女性限定の柔道体験教室を開いた。五ノ井自身の経験をもとに、辛い思いやストレスを柔道で発散できるように、初心者向けの内容にして、柔道の動きを使ったエクササイズも取り入れた。しかし、自衛隊時代の性被害のフラッシュバックが起き、「好きだった柔道が純粋にできない」状態であるという。柔道は接触スポーツであるため、女性同士の組合でも、寝技の時に「被害のままの行為の瞬間もある」ため、ぱっとその時の光景が来てしまったこともあるという。

### 再就職
2023年5月26日、五ノ井は櫻井裕一がCEOを務めるリスクマネジメント企業STeam Research & Consultingへの就職が決まったことを、自身のXアカウントに投稿した。今後も柔道指導は続ける方針であるという。

## 受賞歴
- 2022年12月1日 - フィナンシャルタイムズの2022年版「最も影響を与えた25人の女性」の一人に選出[39]
- 2023年9月13日 - TIME誌が選出するタイム100に選出[40][41]
  - 権利や尊厳を守るために活動した「擁護者」の部門に選出。ニューヨークで行われた授賞式には、白い柔道着姿で参加した[42]。
  - 受賞に複雑な思いを抱えていた五ノ井は式の前日、 IBF女子世界バンタム級王者吉田実代の元を訪れ 「五ノ井さんは先駆者だから胸を張って堂々と元気よく。助けられたり、勇気づけられたりしてる人がいっぱいいると思うので」とアドバイスをもらう[43]。
- 2023年11月22日 - BBCの「BBCが選ぶ100人の女性」に、「Politics & Avodocacy」の分野で選出[44]
- 2024年2月29日 - アメリカ合衆国国務省から国際勇気ある女性賞を受賞[45]
  - 日本人では2人目の受賞となる[46]。
  - 授賞式は3月4日に、ホワイトハウスにてジル・バイデン出席のもとに行われ[47]、五ノ井は柔道着姿で参加した[48]。柔道着で出席した理由について、五ノ井は「声をあげて闘っている最中も、誹謗中傷はすごくあった。そんな中、幼い時に始めた柔道に助けてもらった。何度投げられても立ち上がるんだって、柔道着が一番、自分らしい姿だと思ったので」と話した[49]。
  - 国際女性デーを前日に控えた3月7日、五ノ井は受賞後、はじめてのスピーチを行い「声があげられなくても、自分をダメだと思わないで」と再発防止への思いを語っている[49]。

## 著書
- 五ノ井里奈『声をあげて』小学館、2023年5月10日。ISBN 978-4-0938-9104-2。
  - 2023年5月23日、出版記念イベントが東京都世田谷区内の書店にて行われた[8]。